# Trolza-5275

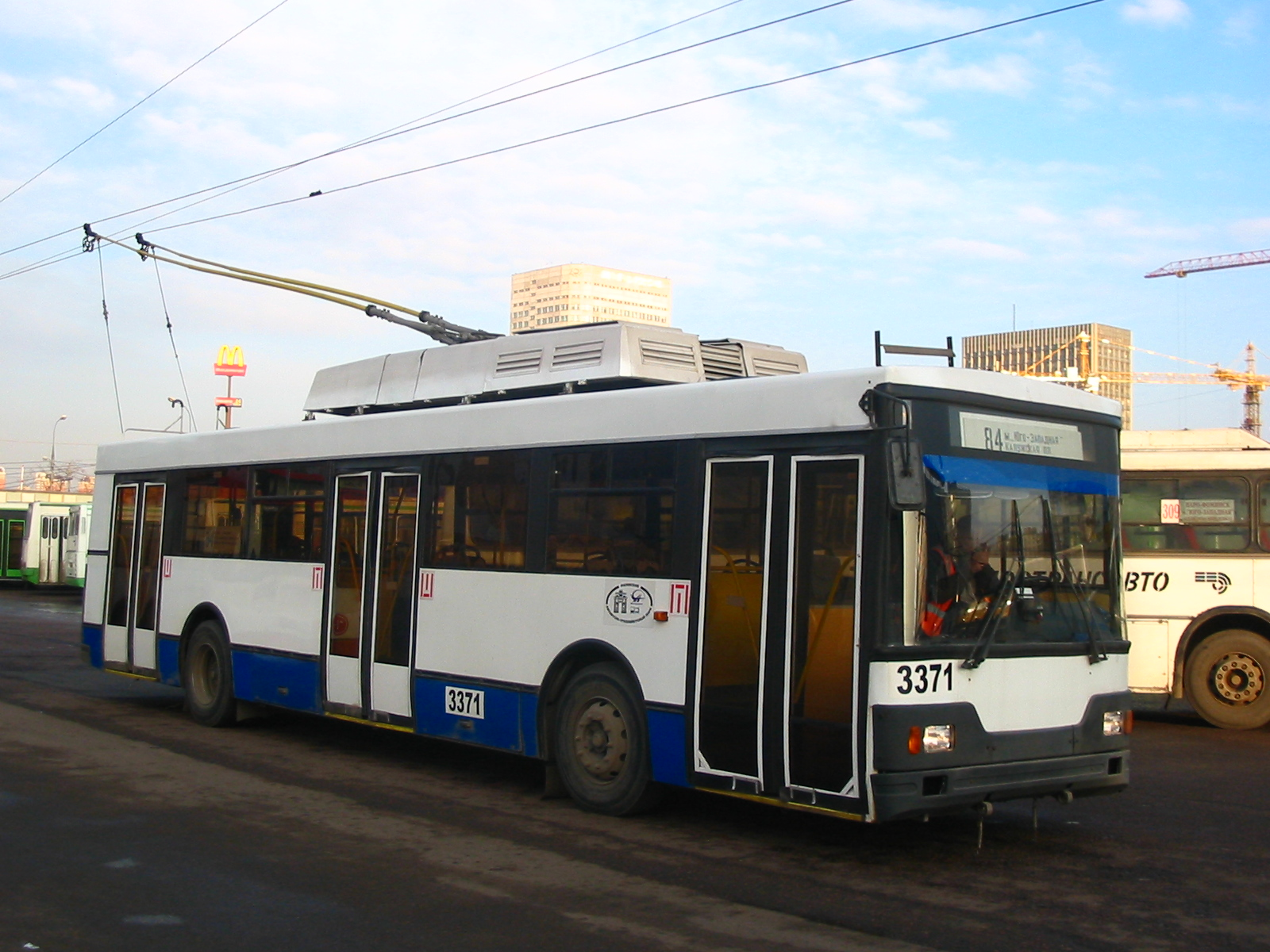
Moskevský trolejbus Trolza-5275 v původním továrním nátěru

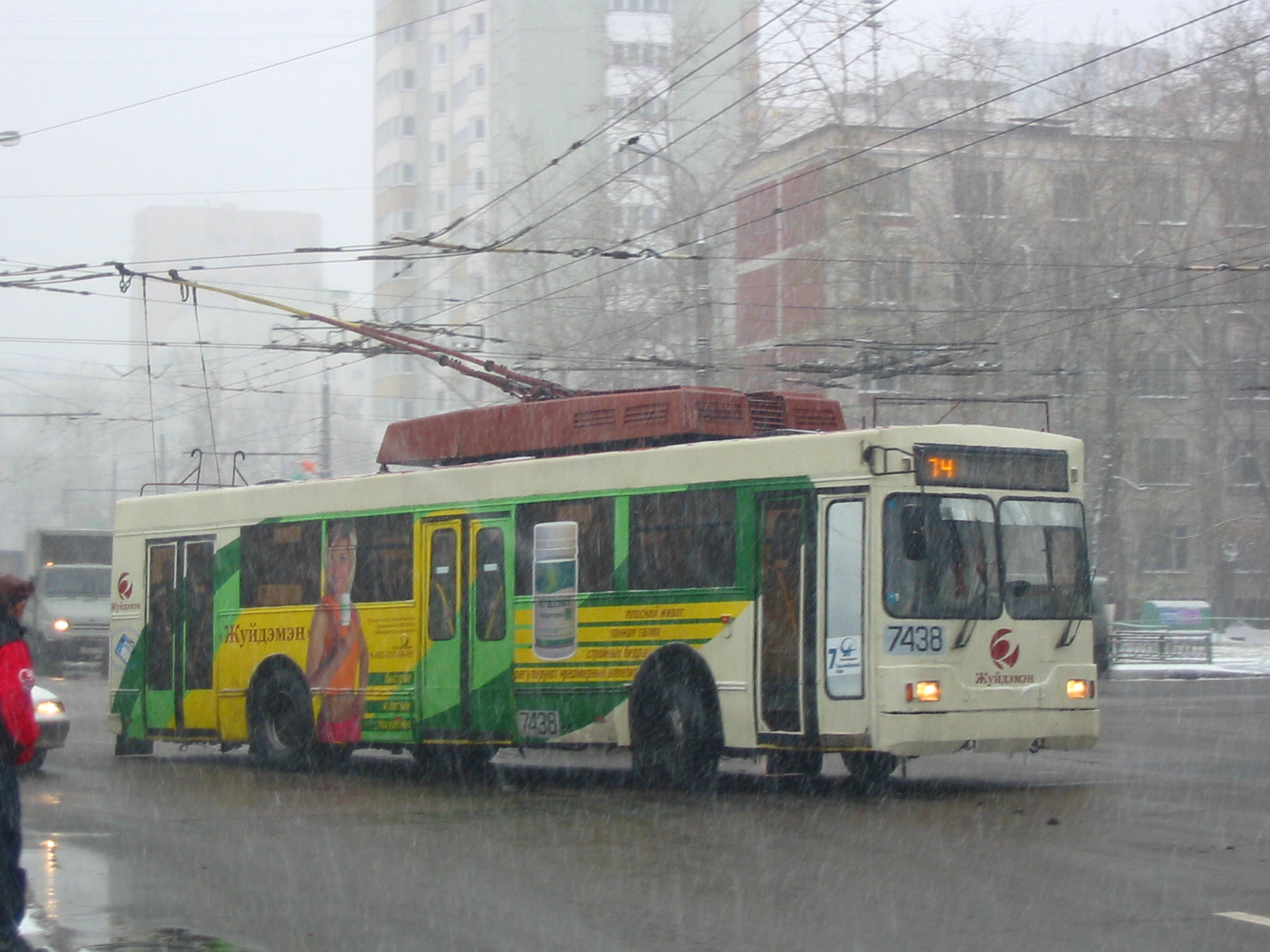
Moskevský trolejbus Trolza-5275 s vyměněným čelním sklem

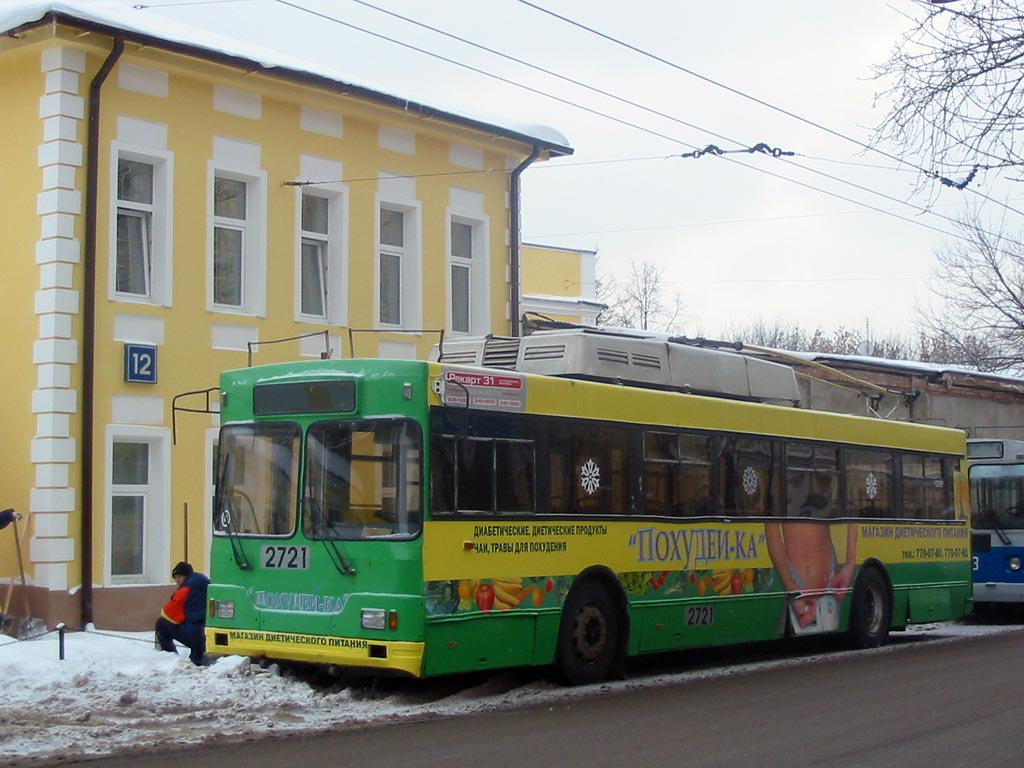
Trolza-5275 v Moskvě

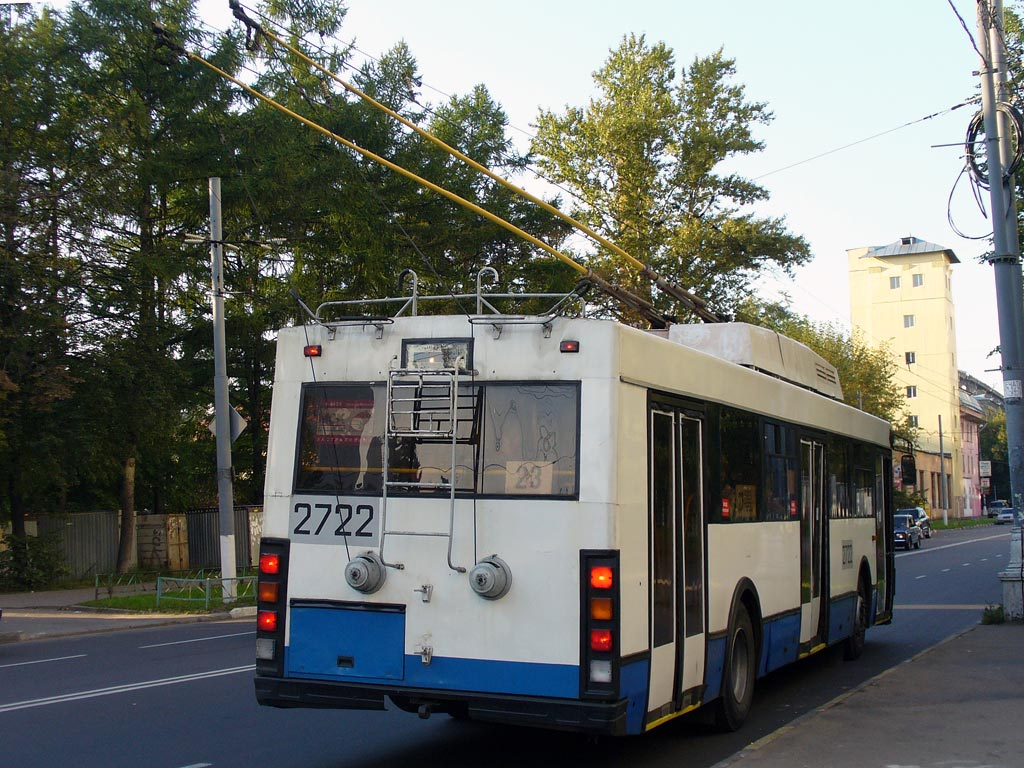
Trolza-5275 zezadu

Trolza-5275 je ruský trolejbus se sníženou podlahou, vyráběný firmou Trolza v letech 2003–2005. Bylo vyrobeno celkem 49 vozidel, všechna pro Moskvu. 

## Popis
Trolejbus je dvounápravový se třemi dvoudílnými výsuvnými dveřmi. Na rozdíl od typu ZiU-9 má jen po jednom schodě v každém vstupu. V předních a středních dveřích je výška podlahy 600 mm, v zadních dveřích 820 mm. Ulička je po celé délce vozidla bez schůdků, sedadla jsou na stupíncích. Trakční motor je u zadní nápravy, vlevo od podélné osy vozu. Proti středním dveřím je nástupní plošinka, u zadních dveří plošinka chybí. Trolejbus je vybaven odporově - stykačovou regulací. Sedadla jsou poloměkká. Z výroby byly trolejbusy bílé s modrým pruhem a černými laminátovými nárazníky.

## Historie
První kus, ještě s továrním označením Trolza-5274 byl vystavován v roce 1999 na automobilové výstavě v Moskvě. Později byl tento typ certifikován jako Trolza-5275 a dostal VIN-kód XTU-527500 (XTU - kód výrobce, 5275 - číslo modelu, 00 - doplňkové číslice). Moskva objednala v roce 2002 u firmy Trolza sérii těchto trolejbusů. Výroba se zdržela, ale pro trolejbusy už byla zarezervována evidenční čísla. Do Moskvy přišly vozy v únoru 2003 a byly rozděleny do všech osmi trolejbusových provozů. Část vozů (10 kus) nedorazila včas. Na podzim 2003 v souvislosti s rušením 5. trolejbusového provozu odsud byly všechny tři vozy Trolza - 5275 převedeny jinam. V roce 2004 byl prototypový vůz prodán do Kirova. Nedodané vozy přišly do Moskvy během roku 2005. Byly dovybavovány až v trolejbusových depech, takže v některých vozech například nebylo osvětlení prostoru pro cestující zářivkové, ale byla tu svítidla ze ZiU-9. Během velmi krátké doby několik vozidel shořelo, část jich byla odstavena mimo provoz, zbytek byl nasazován do provozu jen nepravidelně.
V roce 2005 kvůli dosazení turniketů do všech moskevských trolejbusů byla demontována čtyři přední sedadla a upravena přepážka ke kabině řidiče. V roce 2010 už byla velká část vozů vyřazena nebo odstavena pro poruchy. Důvodem vyřazování poměrně nových vozů je jejich nespolehlivost, nízká kvalita. Tyto nedostatky výrobce částečně odstranil u následujících sérií.